# Les Amours de Capri
Pour plus de détails, voir Fiche technique et Distribution.
Les Amours de Capri (Un po' di cielo) est un drame sentimental italien réalisé par Giorgio Moser et sorti en 1955.

## Synopsis
Frank est un pilote américain qui a été abattu pendant la Seconde Guerre mondiale en s'écrasant sur le sol italien. Il est alors recueilli par une famille italienne qui lui offre l'hospitalité. Douze ans plus tard, Frank doit retourner en Italie pour participer à des manœuvres militaires. À cette occasion, il rencontre Roberto et Nora, qui avait 15 ans à l'époque. Le temps a passé et Nora et Frank sont tous deux mariés, mais au cours d'une sortie, Frank lui fait la cour.

## Fiche technique
- Titre original italien : Un po' di cielo[1]
- Titre français : Les Amours de Capri ou Profond comme le ciel[2]
- Réalisation : Giorgio Moser
- Scenario : Ercole Patti, Ivo Perilli
- Photographie :	Pier Ludovico Pavoni
- Montage : Franco Lolli
- Musique : Angelo Francesco Lavagnino
- Société de production : Produzioni Cinematografiche Associate
- Pays de production :  Italie
- Langue originale : Italien
- Format : couleurs par Ferraniacolor - 2,35:1 - Son mono - 35 mm
- Durée : 88 minutes
- Genre : Drame sentimental
- Dates de sortie :
  - Italie : 30 décembre 1955
  - France : 30 mai 1957[2]
- Affiche : André Bertrand (France)

## Distribution
- Gabriele Ferzetti : Frank Lo Giudice
- Constance Smith : Nora
- Fausto Tozzi : Roberto Maltoni
- Aldo Fabrizi : Pietro Maltoni
- Peppino De Filippo : Fabrizio Pagani
- Tina Pica : Antonietta
- Beatrice Mancini : Carmela
- Gian Paolo Rosmino : Colonel Serafini
- Ezio Vergari : Vergari
- Thea Ghibaudi : Chanteuse créole
- Antimo Reyner : Ophtalmologue